# Bulbophyllum poekilon
Bulbophyllum poekilon är en orkidéart som beskrevs av Cedric Errol Carr. Bulbophyllum poekilon ingår i släktet Bulbophyllum och familjen orkidéer. Inga underarter finns listade i Catalogue of Life.